# Ponceamminidae
Ponceamminidae es una familia de foraminíferos bentónicos de la superfamilia Lituoloidea, del suborden Lituolina y del orden Lituolida. Su rango cronoestratigráfico abarca el Mioceno inferior.

## Discusión
Clasificaciones previas incluían Ponceamminidae en el suborden Textulariina del orden Textulariida, o en el orden Lituolida sin diferenciar el suborden Lituolina.

## Clasificación
Ponceamminidae incluye a los siguientes géneros:
- Ponceammina †